# Antonia Coresi
Antonia "Tonia" Coresi även stavat Antonina "Tonina" Coresi, död efter 1674, var en italiensk operasångare (sopran). 
Hon uppträdde från 1655 vid operan i Venedig, där hon blev en firad primadonna, och uppträdde fram till 1672 parallellt med sina övriga engagemang. Hon gifte sig med operasångaren Nicola Coresi. 
Mellan 1661 och 1669 var makarna engagerade privat hos familjen Colonna i Rom. Från 1670 var Coresi engagerad hos drottning Kristina i Rom. 
Drottning Kristina grundade Roms första offentliga teaterhus, operahus och konserthus, Teatro Tordinona, som invigdes i januari 1671 med operan  Scipione Affricano av Francesco Cavalli, där två kvinnor uppträdde: Antonia Coresi i rollerna som Scipione och Medea och Angelica Quadrelli som Sofonisba och Isifile. 
Föreställningen blev en sensation, eftersom kvinnor formellt sett inte fick uppträda på scen i påvestaten. Även om detta förbud inte alltid efterlevdes så strängt och framförallt ignorerades på de privata teatrarna bland Roms adliga familjer, blev Kristinas initiativ något nytt eftersom Teatro Tordinona var en offentlig teater, även om den hade en speciell ställning så som ägd av Kristina. Antonia Coresi och Angelica Quadrelli var heller inte undantag, utan Kristina engagerade också Maria "Mariuccia" Landini och  Angela "La Giorgina" Voglia (även om dessa främst uppträdde för Kristina privat). Teatro Tordinona stängdes dock 1674 och 1686 upprepades förbudet mot kvinnor på scenen. 